# Zespół BADS
Zespół BADS (fenotyp gronostaja, ang. black locks with albinism and deafness syndrome, BADS syndrome, ermine phenotype) – bardzo rzadki zespół wad, opisany po raz pierwszy w 1979 roku. U dwójki rodzeństwa stwierdzono białe włosy, z kilkoma czarnymi kosmykami, hipopigmentowaną skórą z nielicznymi brązowymi plamami, a także oczopląsem, fotofobią, depigmentacją siatkówki i głuchotą. W następnych latach opisano szereg dalszych przypadków; w 1988 roku O'Doherty i Gorlin opisali dwa przypadki i zaproponowali nazwę fenotypu gronostaja dla tych pacjentów; w zespole BADS stwierdza się białe włosy, brwi i rzęsy z rozrzuconymi czarnymi kępkami, u gronostajów w porze zimowej futro również jest białe z czarnym koniuszkiem ogona.